# Aphanocalyx jenseniae
Aphanocalyx jenseniae là một loài thực vật có hoa trong họ Đậu. Loài này được (Gram) Wieringa miêu tả khoa học đầu tiên.